# Encyclopedia Africana
A Encyclopedia Africana foi um projeto enciclopédico concebido a partir do início do século XX para documentar a história, a cultura e as contribuições dos africanos e sua diáspora. Idealizada por W.E.B. Du Bois em 1909, a enciclopédia surgiu em um contexto de crescente interesse pelo pan-africanismo e pela reafirmação intelectual da história negra. Paralelamente, o bibliotecário Daniel Alexander Payne Murray desenvolveu um projeto semelhante, influenciado pela Jewish Encyclopedia. 
Ao longo de décadas, Du Bois retomou a iniciativa em diferentes fases, desde a colaboração com o Phelps Stokes Fund até sua versão final, patrocinada pelo governo de Gana nos anos 1960. Apesar dos esforços, nenhuma das versões foi concluída, mas o projeto deixou um legado importante, influenciando obras posteriores como o Dictionary of African Biography (Gana, anos 1970) e a Encarta Africana (1999), de Henry Louis Gates Jr. e Kwame Anthony Appiah.

## História

### Antecedentes
Em abril de 1909, em uma correspondência com o liberiano Edward Wilmot Blyden (um dos pioneiros pensadores do pan-africanismo), W. E. B. Du Bois citaria pela primeira vez sua ideia em criar uma "Encyclopedia Africana, cobrindo os principais pontos sobre a história e as condições da raça Negra". Du Bois, que neste período trabalhava no Departamento de Sociologia da Universidade de Atlanta, propunha para Blyden que o projeto de enciclopédia deveria ser guiado por um conselho editorial composto por intelectuais tanto da África quanto da Diáspora.
No entanto, a ideia de uma enciclopédia dedicada à história e cultura da diáspora africana já circulava antes de sua proposta de 1909, uma vez que o bibliotecário e historiador autodidata Daniel Alexander Payne Murray havia concebido um projeto semelhante anos antes.

#### Daniel Murray e a Jewish Encyclopedia

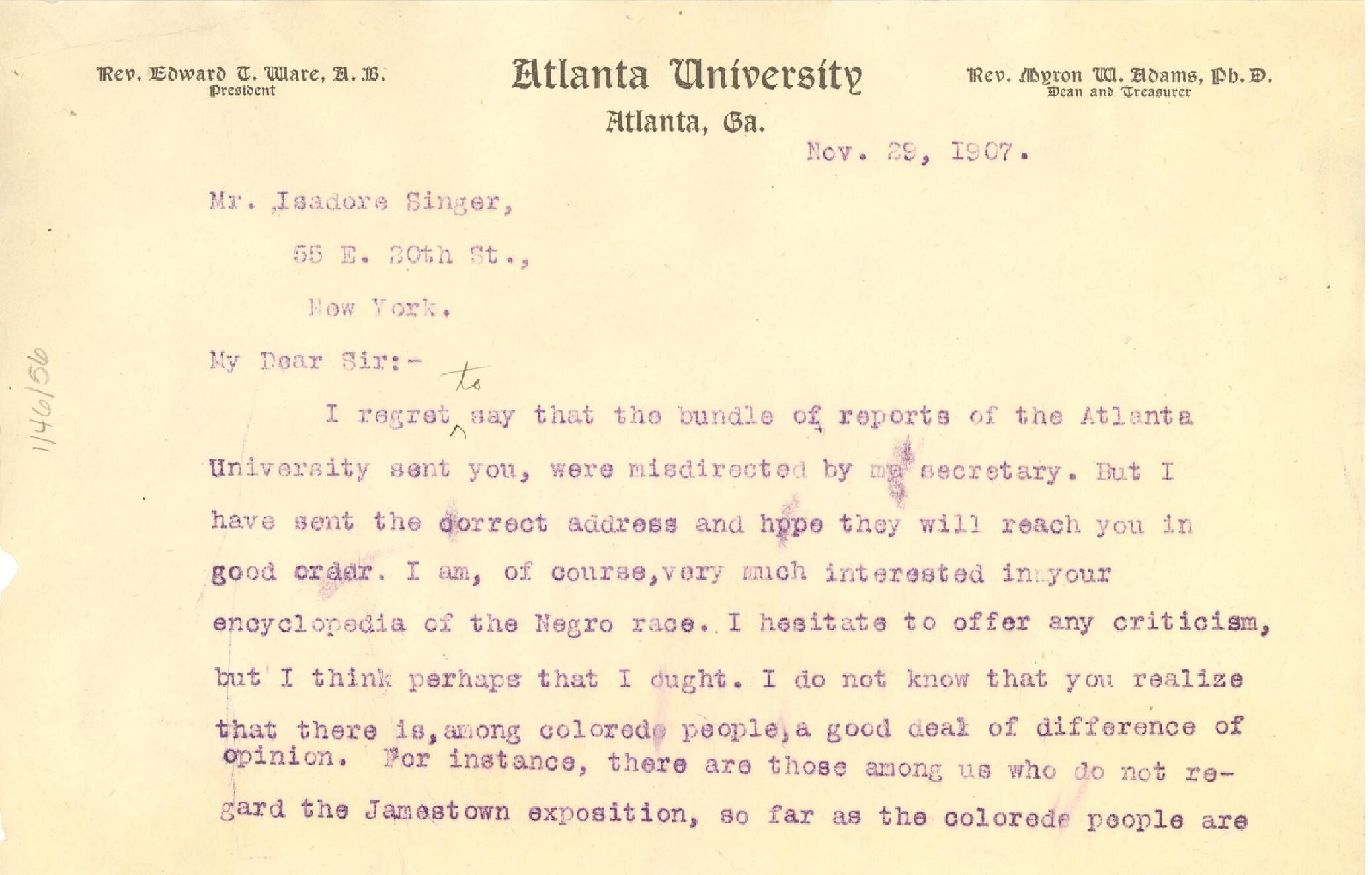
Carta de W.E.B. Du Bois para Isidore Singer, datada de 29 de novembro de 1907, onde a ideia de uma "enciclopédia da raça negra" é citada pela primeira vez.

Ao longo da primeira década do século XX, Daniel Murray desenvolveu a Historical and Biographical Encyclopedia of the Colored Race throughout the World (cujo prospecto foi publicado em 1912), planejada para conter seis volumes e incluir biografias, eventos históricos e contribuições culturais de africanos e seus descendentes. Foi neste período, a partir de seu trabalho organizando bibliografias de autores negros e exposições sobre o tema, que Murray passou a buscar uma editora para publicar suas pesquisas sobre a história e a literatura de descendentes de africanos nos EUA. Em 1908, tendo tido contato com a The Jewish Encyclopedia, de Isidore Singer, Murray passou a considerar em transformar sua publicação em uma enciclopédia nos mesmos moldes da obra de Singer, uma obra de caráter nacionalista, exaltando os feitos da "raça" negra nas artes e nas ciências. Sob esta nova perspectiva, Murray oferece sua proposta de enciclopédia para a própria editora de Singer, tendo em algum momento entre junho de 1908 e dezembro de 1909 sido iniciados os trabalhos para a sua edição, sob o título Encyclopedia of the Negro.
Há um debate sobre a possível influência da obra de Murray e da própria Jewish Encyclopedia no projeto da Encyclopedia Africana de Du Bois. Autores como Henry Louis Gates e Clarence Contee afirmam que Du Bois teria se inspirado pela Jewish Encyclopedia. No entanto, em uma carta de 29 de novembro de 1907 para Isidore Singer, Du Bois aponta diversos empecilhos para que um projeto de uma "enciclopédia da raça negra" tenha sucesso, necessitando consultar uma quantidade enorme de intelectuais para poder ser ampla e detalhada o suficiente para ser bem aceita pelo público das "pessoas de cor" nos EUA. Du Bois ainda teria uma reunião com Murray poucas semanas depois de sua correspondência com Singer, na Biblioteca do Congresso dos EUA, durante uma viagem de pesquisa. Apesar de os temas discutidos na reunião não serem conhecidos, especula-se que a ideia de uma enciclopédia voltada para temas da diáspora africana nos EUA possa ter sido discutida, uma vez que, pouco mais de quatro meses depois, Du Bois estaria iniciando os contatos para a construção de sua Encyclopedia Africana.

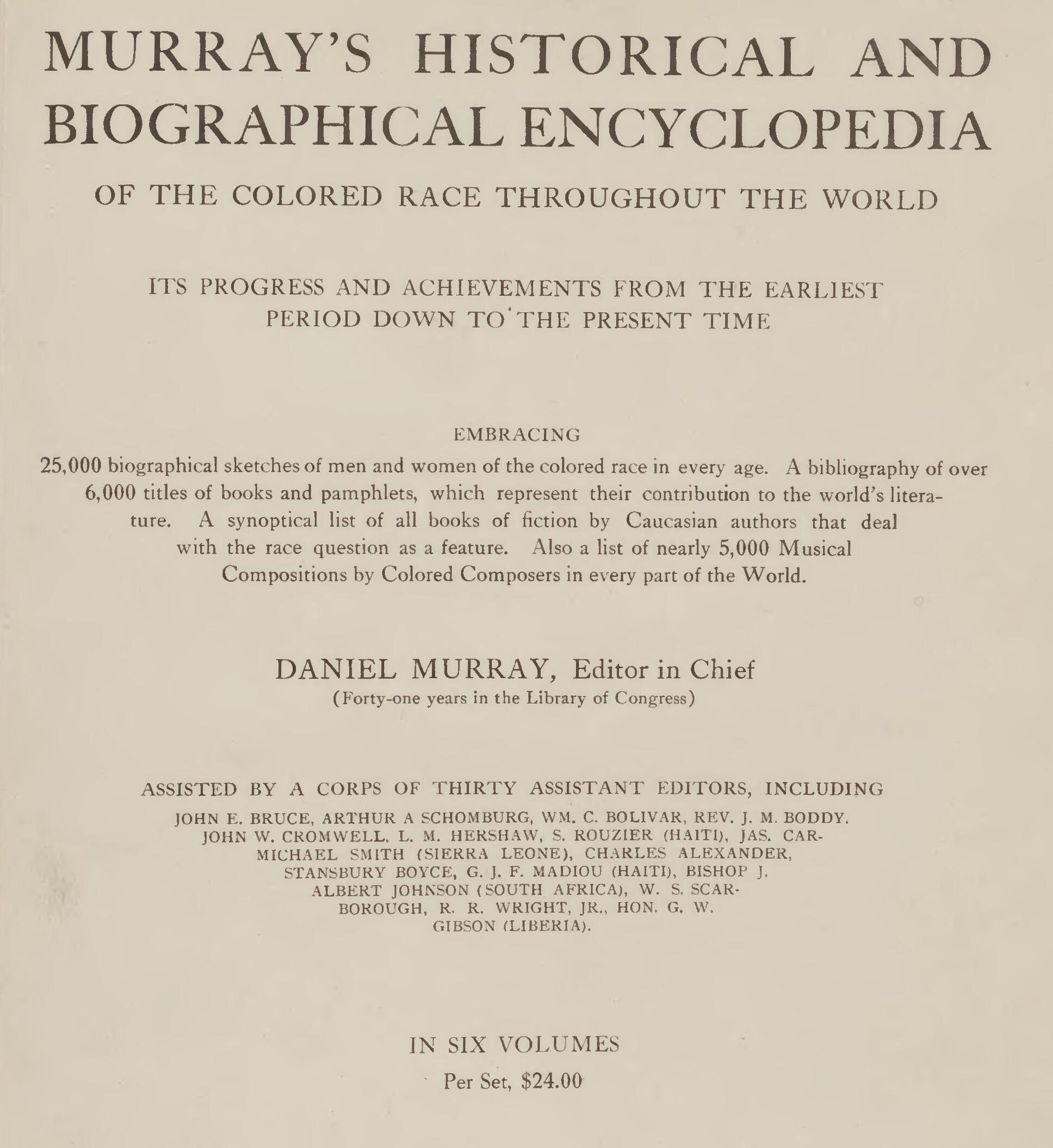
Capa da Murray's Historical and Biographical Encyclopedia of the Colored Race Throughout the World

Seja qual for a relação entre os projetos de Murray e Du Bois, fato é que em 1909 ambos estavam sendo desenvolvidos de forma paralela. Enquanto o projeto de Du Bois eventualmente traria resultados, como se verá abaixo, Murray não conseguiu publicar a sua obra.
Em outubro de 1910, Murray anunciava um chamado público para que bibliófilos, jornalistas, músicos, dramatistas, professores, artistas e intelectuais no geral contribuíssem com a obra, que agora se intitularia Murray's Historical and Biographical Encyclopedia of the Colored Race throughout the World. Dois anos depois, em 1912, Murray publicou um prospecto detalhado para a obra, refinando sua proposta e definindo-a como uma empreitada abrangente que documentaria a história, as biografias e as contribuições culturais de africanos e seus descendentes em todo o mundo. O prospecto descrevia a enciclopédia como uma coleção de seis volumes, cada um com entre 600 e 800 páginas, contendo aproximadamente 25.000 esboços biográficos, uma bibliografia de 6.000 livros e panfletos escritos por autores negros, e uma lista de 5.000 composições musicais. Inicialmente concebido como um projeto focado nos negros dos Estados Unidos, o escopo da enciclopédia expandiu-se para abranger a diáspora africana em escala global, focando nas conexões transatlânticas e as contribuições de pessoas de ascendência africana em diversas partes do mundo. Para garantir a precisão e a abrangência da obra, Murray estabeleceu contatos com intelectuais, bibliotecas e instituições culturais, tanto nos Estados Unidos quanto no exterior.
A decisão de Murray de adotar o termo "Colored Race" ("raça de cor", em tradução livre) em vez de "Negro" no título da enciclopédia foi influenciada por considerações pragmáticas e ideológicas. Em um contexto em que o pragmatismo filosófico, defendido por pensadores como William James, ganhava força nos Estados Unidos, Murray buscou uma abordagem que pudesse ser assimilada e validada por um público mais amplo. Ele via a enciclopédia não apenas como um registro histórico, mas como uma ferramenta para afirmar a cidadania e a identidade dos afro-americanos e da diáspora africana em um contexto global. Para viabilizar o projeto sob esta nova perspectiva, Murray fundou a World Cyclopedia Company, uma iniciativa ambiciosa que visava distinguir sua enciclopédia de esforços anteriores, como o projeto da Encyclopedia of the Negro, que ele havia desenvolvido em parceria com a editora de Singer.
Apesar de seus esforços meticulosos e da ampla rede de colaboradores que ele conseguiu mobilizar, Murray enfrentou desafios significativos para publicar a enciclopédia. A falta de financiamento e o contexto social da época, marcado pelo racismo e pela segregação, dificultaram a concretização de sua visão. Mesmo assim, Murray continuou a trabalhar no projeto até sua morte em 1925.
Após sua morte em 1925, o manuscrito ficou sob a guarda de sua família, que tentou, sem sucesso, encontrar um editor interessado. Sua esposa, Anna Jane Evans Murray, continuou a atualizar as entradas até 1944. Durante este período, o próprio Du Bois entraria em contato com a viúva para adquirir o material referente à sua enciclopédia inacabada. O material seria composto por cerca de 700 manuscritos e 120 mil fichas com as anotações de pesquisa de Murray e os colaboradores de sua enciclopédia. Em uma carta de maio de 1936, Du Bois afirma que:
A assim-chamada de Enciclopédia Murray não é uma enciclopédia. É uma série muito interessante e volumosa de notas feitas pelo saudoso Daniel Murray, que por anos foi um assistente na Biblioteca do Congresso. Mas ela é bastante desorganizada e não foi desenvolvida cientificamente. Ela poderia ser usada com grande vantagem na manufatura de uma verdadeira enciclopédia, e deveremos fazer todo esforço para usá-la.Original (em inglês): The so-called Murray Encyclopaedia is not an encyclopaedia. It's a very interesting and voluminous series of notes made by the late Daniel Murray, who was for years an assistant at the Library of Congress. But it is quite unorganized and not scientifically done. It could be used to great advantage in the manufacture of a real encyclopedia, and we shall make every effort so to use it.— W.E.B. Du Bois, em carta para Bertie L. Sewell, 5 de maio de 1936. (em inglês)
A compra do material por Du Bois não seria finalizada, afirmando que o valor pedido por Anna Murray alto demais. A filha do casal, Emma Green Murray, continuou as tentativas de venda, mas não obteve êxito. Em 1966, o filho sobrevivente de Murray, Harold Baldwin Murray, doou o manuscrito à State Historical Society of Wisconsin, onde permanece até hoje.

### A enciclopédia afro-americana de W.E.B. Du Bois

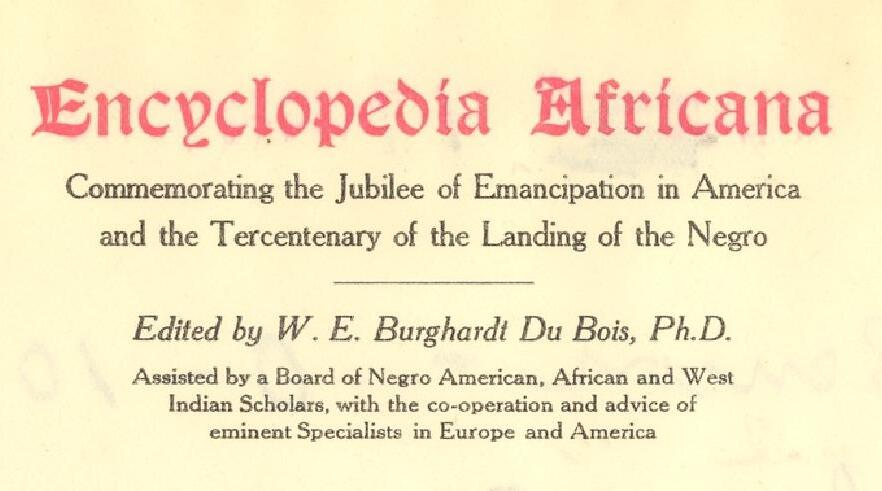
Cabeçalho de um documento referente à enciclopédia de Du Bois, datado de 1909. Nele, se lê: "Encyclopedia Africana: Comemorando o Jubileu da Emancipação na América e o Tricentenário do Desembarque do Negro"

Enquanto Daniel Murray começava os trabalhos de edição de sua enciclopédia, W.E.B. Du Bois emergia também com sua própria iniciativa de criar uma enciclopédia abrangente sobre a diáspora africana. Em 1909, encontram-se os primeiros registros dos esforços de Du Bois para sua enciclopédia, como a já citada correspondência para Edward Wilmot Blyden, que marcariam o início da primeira fase de um projeto ao qual Du Bois retornaria em vários momentos de sua vida.

#### Os esforços iniciais de Du Bois (1909-1930)
Du Bois começou seu trabalho na Encyclopedia Africana estabelecendo contatos com uma ampla gama de intelectuais e acadêmicos, tanto negros quanto brancos. Em 1909, ele correspondeu-se com mais de sessenta estudiosos "negros americanos, africanos e das Índias Ocidentais", além de pelo menos quinze estudiosos brancos, buscando "cooperação e conselhos" para o projeto. Entre os colaboradores estavam figuras proeminentes como o autor e ativista afro-americano Charles Chesnutt; John Hope, presidente da Universidade de Atlanta e aliado de Du Bois no "Movimento Niagara"; o pan-africanista ganense Caseley Hayford; o cofundador da Associação Nacional para o Progresso de Pessoas de Cor (NAACP), reverendo Archibald Grimké; o intelectual e ativista Kelly Miller; o ministro e autor Sutton Elbert Griggs; e o educador Benjamin Brawley. Do lado dos estudiosos brancos, Du Bois conseguiu o apoio de nomes como o antropólogo Franz Boas, o psicólogo e filósofo de Harvard, William James, além do explorador e administrador colonial britânico, Sir Henry Johnston.
Essa lista de colaboradores revela a ambição de Du Bois de criar uma obra verdadeiramente global, que abrangesse não apenas a experiência afro-americana, mas também as contribuições de africanos e da diáspora africana em outras partes do mundo. No entanto, apesar do apoio intelectual, Du Bois enfrentou obstáculos significativos para colocar o projeto em prática durante este período. A falta de financiamento e de recursos humanos qualificados para realizar uma empreitada de tal magnitude foram os principais desafios apontados pelo autor durante diversos momentos de sua vida.
Apesar desses desafios, Du Bois nunca abandonou completamente a ideia da Encyclopedia Africana. Após sua nomeação como "Diretor de Publicidade e Pesquisa" da NAACP em 1911, ele incluiu a enciclopédia como uma das tarefas da organização. Em memorandos, relatórios internos e panfletos da NAACP, a enciclopédia foi listada como um dos projetos do departamento de publicidade e pesquisa. Em um memorando dirigido ao Conselho de Diretores da NAACP, Du Bois mencionou a necessidade de "pesquisa organizada e contínua" para preencher as lacunas de informação disponível, sugerindo que, eventualmente, uma "Encyclopedia Africana" deveria ser publicada. Embora a data exata do documento não seja clara, o historiador Herbert Aptheker estima que ele foi redigido por volta de 1913. A persistência de Du Bois em relação ao projeto também é evidente em dois documentos de 1915. No primeiro, intitulado The Immediate Program of the American Negro, publicado em abril de 1915, Du Bois menciona a necessidade de uma "enciclopédia negra". No segundo, um relatório da NAACP sobre o Departamento de Publicações e Pesquisa, cobrindo o período de agosto de 1910 a novembro de 1915, ele faz referências específicas à Encyclopedia Africana.

#### AEncyclopedia of the Negroe o conflito com Carter Woodson (1930-1950)

Conselho diretor da Encyclopedia of the Negro, em 1936.

Em 27 de abril de 1931, o Phelps Stokes Fund (PSF) aprovou o financiamento de uma conferência com estudiosos e filantropos para planejar uma enciclopédia sobre "a história e o status atual do negro". A reunião inaugural ocorreu em 7 de novembro de 1931, na Biblioteca Carnegie da Universidade Howard, em Washington, D.C., e contou com a presença de figuras proeminentes, como Benjamin Brawley, John Hope, Walter White, James Weldon Johnson, Charles S. Johnson, Kelly Miller e Monroe Work. Também participaram filantropos brancos, como James Dillard, Jackson Davis e Robert Lester. Contudo, dois importantes nomes foram excluídos: W.E.B. Du Bois e Carter G. Woodson, devido às suas relações conturbadas com Thomas Jesse Jones, diretor executivo do PSF, que havia criticado as políticas educacionais defendidas por ambos, especialmente sua oposição ao modelo de educação industrial de Tuskegee.
Pressões de outros estudiosos resultaram na convocação de uma nova reunião em 9 de janeiro de 1932, desta vez com convites para Du Bois e Woodson. Du Bois aceitou com ressalvas, mas Woodson recusou. Em uma carta publicada no Journal of Negro History, Woodson justificou sua ausência, criticando a influência de Jones e o financiamento dependente de fundações brancas. Ele argumentou que os afro-americanos deveriam escrever e controlar a narrativa de sua própria história, preservando sua autonomia intelectual.
Apesar de suas reservas, Du Bois assumiu o cargo de editor-chefe da Encyclopedia of the Negro. Embora compartilhasse das críticas de Woodson, Du Bois acreditava que a enciclopédia poderia documentar as contribuições dos afro-americanos. Em 1945, foi publicado o volume preliminar Encyclopedia of the Negro: Prefatory Volume with Lists and Reports, mas a falta de financiamento impediu a conclusão do projeto.
Ao longo do tempo, Du Bois e Woodson mantiveram preocupações sobre o controle branco sobre o projeto. Du Bois havia defendido desde 1909 que a história dos negros deveria ser escrita por eles mesmos, visão reforçada em sua correspondência de 1931, na qual comparou o domínio de Jones sobre o projeto à ideia de uma "enciclopédia católica produzida por protestantes". Enquanto Du Bois negociava representatividade igualitária no conselho editorial e liderança compartilhada com um coeditor branco, Woodson desenvolveu seu plano independente para uma Encyclopedia Africana, abrangendo a diáspora africana global.
A enciclopédia do PSF enfrentou diversos desafios financeiros e institucionais. O General Education Board (GEB) e a Fundação Carnegie recusaram-se a financiar o projeto, favorecendo outros estudos, como An American Dilemma, liderado por Gunnar Myrdal. Dificuldades de financiamento levaram à renúncia formal de Du Bois em 1941, embora ele tenha continuado trabalhando na enciclopédia até 1946. Nos anos subsequentes, o PSF explorou alternativas, incluindo um volume único intitulado The Negro: An Encyclopedia. Enquanto isso, Woodson continuou a defender uma abordagem pan-africana para documentar a história e as contribuições de povos de ascendência africana ao redor do mundo, um esforço que ecoava a visão original de Du Bois.

#### A morte de Woodson e a busca por concluir o projeto (1946-1960)
Após a saída de Du Bois do projeto da Encyclopedia of the Negro financiado pelo Phelps Stokes Fund, a história da enciclopédia entrou em uma nova fase, com a morte de Carter G. Woodson em 3 de abril de 1950. Du Bois, que havia tido divergências com Woodson durante o projeto do Phelps Stokes Fund, viu na sua morte uma oportunidade para continuar a enciclopédia através do projeto da Associação para o Estudo da Vida e História Afro-Americanas (ASNLH). Em uma carta a Rayford Logan, então diretor executivo da ASNLH, Du Bois sugeriu a possibilidade de unir os materiais e recursos de ambos os projetos para concluir a obra. No entanto, Logan, que havia sido próximo de Woodson, evitou responder diretamente à proposta de Du Bois, focando-se em preservar o legado de Woodson.
Em um artigo publicado na revista Masses & Mainstream em maio de 1950, Du Bois homenageou Woodson, mas também criticou sua postura autônoma e sua relutância em aceitar financiamento de fundações filantrópicas. Du Bois reconheceu que a independência de Woodson havia sido fundamental para a preservação da integridade intelectual do movimento pela história negra, mas também admitiu que essa postura havia limitado o acesso a recursos financeiros. Ele chegou a sugerir que o projeto da Encyclopedia of the Negro não havia conseguido financiamento suficiente porque ele próprio havia sido nomeado editor-chefe, o que pode ter desencorajado doadores.
Apesar das tentativas de Du Bois de reviver o projeto, a ASNLH não conseguiu avançar significativamente com a enciclopédia após a morte de Woodson. Em 1956, Charles Wesley, então presidente da ASNLH, informou Du Bois que a organização planejava continuar o trabalho na Encyclopedia Africana. Wesley pediu a opinião de Du Bois sobre o status do projeto e convidou-o para consultas sobre o assunto. Du Bois respondeu detalhando os desafios enfrentados ao longo dos anos, desde a rejeição do projeto pela Fundação Carnegie e pelo General Education Board (GEB) até a falta de financiamento. Ele ofereceu acesso a sua correspondência e aos materiais coletados para o volume preliminar da Encyclopedia of the Negro, mas alertou que a empreitada exigiria recursos substanciais. Apesar desses esforços, o relatório anual da ASNLH de 1958 indicou que pouco progresso havia sido feito.

### AEncyclopedia Africanaem Gana (1960-1963)

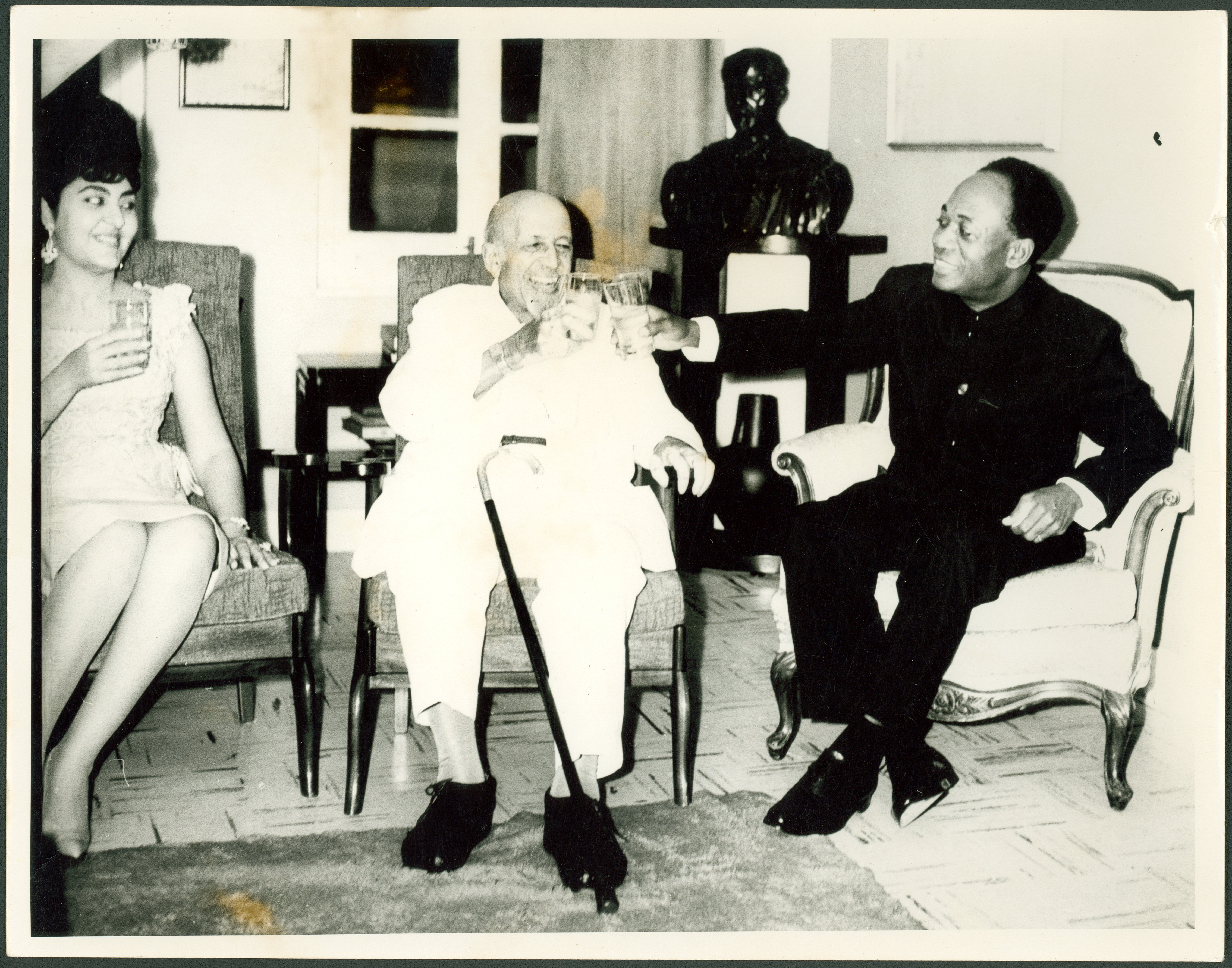
Du Bois brindando seu aniversário de 95 anos com o presidente Kwame Nkrumah e sua esposa, em Acra, no dia 23 de fevereiro de 1963.

Em junho de 1960, aos 92 anos, W.E.B. Du Bois aceitou o convite do presidente Kwame Nkrumah de Gana para se mudar para o país recém-independente e liderar o projeto da Encyclopedia Africana. Essa mudança marcou uma transformação significativa na abordagem de Du Bois em relação à enciclopédia. Em um artigo publicado no Baltimore Afro-American em outubro de 1961, Du Bois deixou claro que sua nova visão para a enciclopédia não se centrava mais na questão racial, mas sim nos povos que habitavam o continente africano. Essa mudança representou um afastamento de suas propostas anteriores, que haviam sido inicialmente pan-africanas em escopo (1909) e depois focadas nos afro-americanos (durante o projeto do Phelps Stokes Fund).
Du Bois enfatizou que a nova Encyclopedia Africana seria editada principalmente por estudiosos africanos, com a colaboração dos melhores especialistas em estudos africanos do mundo. Ele argumentou que apenas estudiosos africanos poderiam produzir uma obra que refletisse verdadeiramente a história e a cultura do continente a partir de uma perspectiva africana. Essa mudança refletia o espírito de unidade continental promovido por Nkrumah e o movimento pan-africano, que buscava superar as divisões impostas pelo colonialismo.
No entanto, essa nova abordagem também criou tensões com a ASNLH. Em maio de 1961, Charles Wesley expressou preocupação com o uso do título Encyclopedia Africana por Du Bois, lembrando que Woodson havia trabalhado em um projeto com o mesmo nome. Wesley sugeriu uma coedição entre estudiosos africanos e afro-americanos, mas Du Bois rejeitou a ideia, afirmando que o projeto deveria ser controlado e realizado na África, por africanos. Ele deixou claro que, embora estivesse aberto à colaboração de estudiosos afro-americanos, a autoridade e a liderança do projeto permaneceriam com os africanos.
Essa mudança de foco para uma perspectiva continental representou uma ruptura com a visão global pan-africana que Du Bois havia defendido anteriormente. Ele agora via a independência africana como um pré-requisito para a produção de conhecimento autêntico sobre o continente. Em um discurso na Conferência da Encyclopedia Africana em 1962, Du Bois declarou que a verdadeira História da África só poderia ser escrita após a libertação do colonialismo e que a enciclopédia seria um marco no surgimento dos estudos africanos como um campo acadêmico liderado por africanos.

## Legado

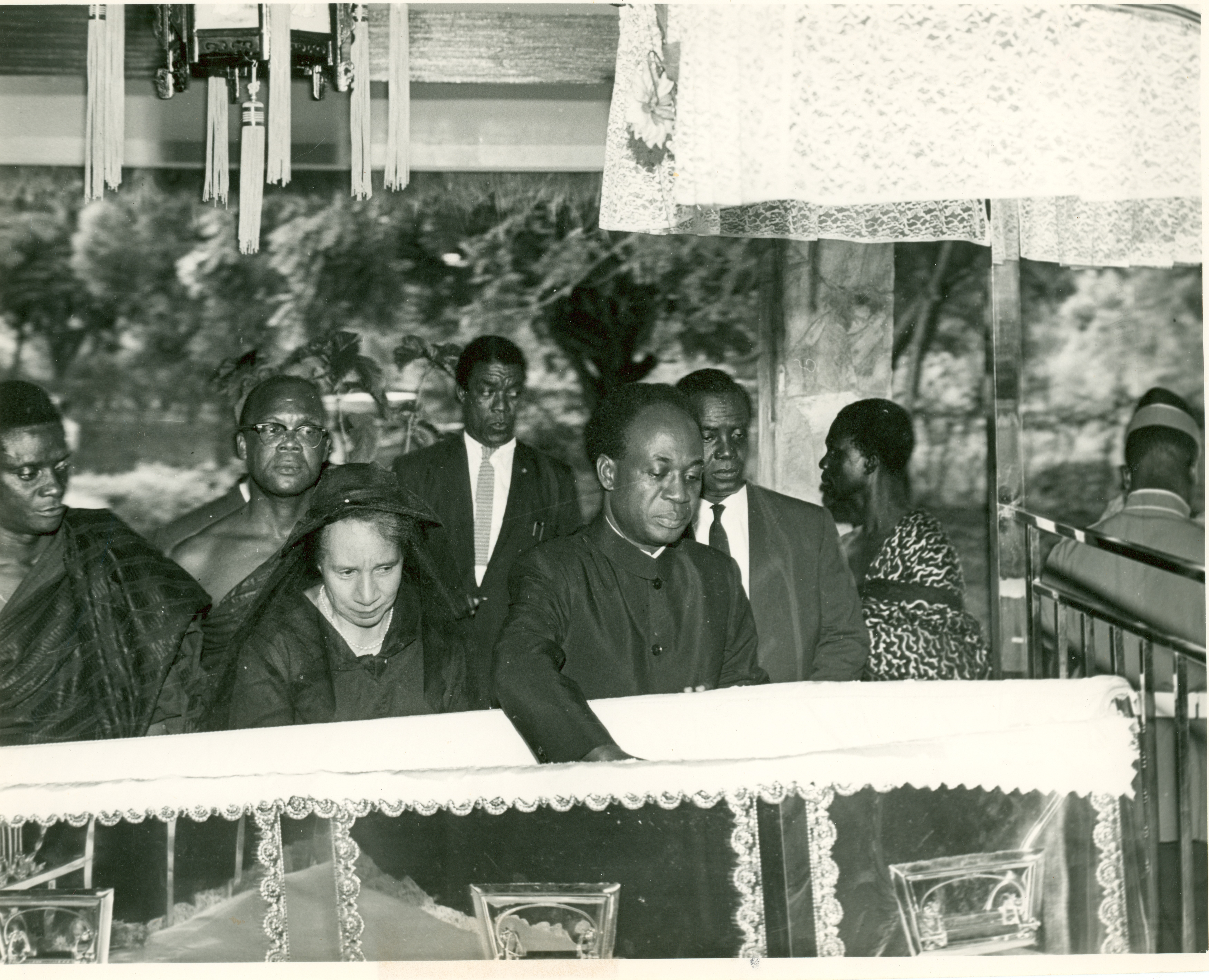
Shirley Graham Du Bois e Kwame Nkrumah durante o enterro de W.E.B. Du Bois em agosto de 1963.

### AEncyclopedia Africanaapós a morte de Du Bois
Com o falecimento de W.E.B. Du Bois em 27 de agosto de 1963, o projeto da Encyclopaedia Africana entrou em nova fase. Du Bois havia estabelecido o secretariado do projeto em março de 1962 sob os auspícios da Academia de Ciências de Gana, realizando uma conferência internacional em dezembro de 1962 durante o Primeiro Congresso Internacional de Africanistas. Após sua morte, a direção foi assumida por Alphaeus Hunton, que liderou o projeto até 1966.
Em setembro de 1964, realizou-se a primeira reunião do conselho editorial em Acra, no subúrbio de Legon, com representantes de aproximadamente 30 países africanos. Foi aprovado um plano para publicação de três volumes até 1970, com um comitê permanente de nove membros supervisionando o trabalho. A Organização da Unidade Africana (OUA) endossou formalmente o projeto em outubro de 1965 durante a cúpula de chefes de estado em Acra.
O golpe de estado em Gana em 24 de fevereiro de 1966 impactou significativamente o projeto. O novo governo nomeou L.H. Ofosu-Appiah como diretor em agosto de 1966, substituindo Hunton. O escopo foi reduzido para um único volume, devido às dificuldades financeiras e à falta de cooperação de alguns comitês nacionais. Até 1970, apenas 14 dos 30 países participantes haviam enviado contribuições regulares.
Na década de 1970, o projeto foi reorientado para a produção de um Dictionary of African Biography, sob a direção de Ofosu-Appiah. Foram publicados três volumes contendo aproximadamente 1.200 biografias de personalidades africanas. A seleção dos verbetes seguiu critérios geográficos e disciplinares, com ênfase em figuras históricas do continente.

Em 2015, uma proposta do governo da Gana para que a Enciclopédia fosse incorporada à Agenda 2063 da União Africana foi aprovada. A proposta inicial contava com o lançamento da obra no ano de 2023, o que não ocorreu.

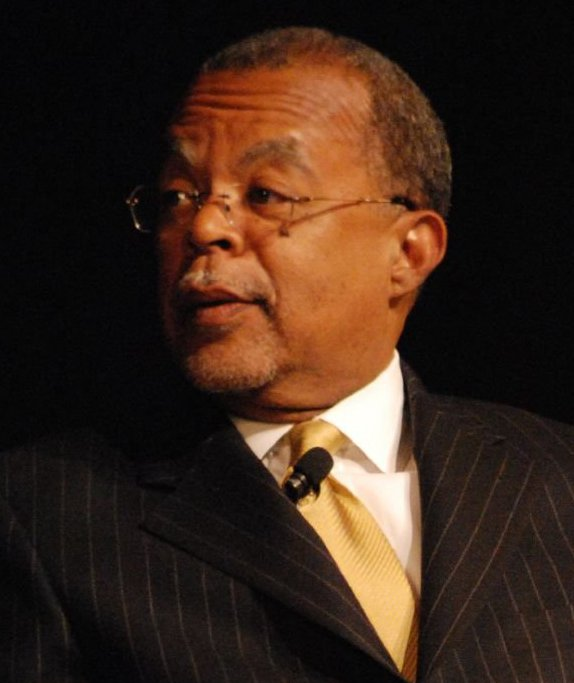
Henry Louis Gates Jr., autor, junto de Kwame Anthony Appiah da Encarta Africana.

### Henry Louis Jr. e aEncarta Africana
Em 1999, os estudiosos Henry Louis Gates Jr. e Kwame Anthony Appiah lançaram uma nova versão da enciclopédia pan-africana, distinta do projeto institucional desenvolvido em Gana. A obra, produzida em parceria com a Microsoft, foi intitulada Encarta Africana (lançada sob o selo enciclopédico da empresa, Encarta) e lançada em forma de um CD-ROM interativo.
A iniciativa surgiu de discussões acadêmicas na Universidade de Cambridge nos anos 1970, onde Gates e Appiah, sob orientação do escritor Wole Soyinka, planejaram criar uma enciclopédia voltada para a diáspora e para o campo de estudos africanos.
Em 2005, a obra foi expandida para cinco volumes impressos pela Oxford University Press, com mais de 3.500 verbetes cobrindo personalidades, eventos e conceitos fundamentais da história africana e da diáspora.